# Пікнік біля Навислої скелі (телесеріал)
Пікнік біля Навислої скелі (англ. Picnic at Hanging Rock) — австралійський драматично-містичний телесеріал, зфільмований за однойменним романом Джоан Ліндсі. Прем'єра відбулася 6 травня 2018 року на австралійському телеканалі «Fox Showcase». Серіал був також придбаний «BBC», «Canal+», «Amazon Video», «ERT» та «RTÉ».

## Синопсис
У телесеріалі йдеться про випадок, який трапився у Австралії 14 лютого 1900 року біля підніжжя Навислої скелі. На День святого Валентина учениці та вчителі жіночого коледжу Еппл'ярд вирушили на пікнік. Чотири дівчини відпросилися прогулятися по скелях, але назад повернулася тільки одна. Пізніше серед каменів загубилася й їхня вчителька. Це зникнення так і залишилося загадкою.

## У ролях
Головні
- Наталі Дормер — місіс Естер Еппл'ярд, директорка коледжу
- Лілі Салліван[en] — Міранда Рейд
- Лола Бессі — мадемуазель Діан де Пуатьє
- Гаррісон Ґілбертсон[en] — Майкл Фітцгуберт
- Самара Вівінґ — Ірма Леопольд
- Мейделін Мадден[en] — Маріон Квад
- Інес Курро — Сара Вайбурн
- Рубі Ріс[en] — Едіт Гортон
- Яель Стоун — міс Дора Лумлі
- Філіп Кваст[en] — Артур Епліард, чоловік Естер

Другорядні
- Енн Макґан[en] — міс Грета Маккроу, вчителька географії та математики
- Сибілла Бадд[en] — місіс Валадж, вчителька літератури
- Кейт Бредфорд — Роуз Кентон
- Марк Коулс Сміт[en] — Том
- Каарін Ферфакс[en] — Кук
- Джон Флаус[en] — містер Вайтгед, садівник
- Майя Фредес — Розамунд Свіфт
- Рослін Джентль[en] — місіс Фітцгуберт
- Маркус Ґрем[en] — Томасетті
- Емілі Ґрюль — Мінні
- Кім Джинджелл[en] — Чарлі Сеймур-Бейкер
- Дон Гані[en] — доктор Маккензі
- Г'ю Гіґґінсон[en] — Джаспер Косґроув
- Джеймс Гоар — Альберт Крюндалл
- Джулі Нігілл — місіс Гортон
- Джонні Пасвольський — Бамфер, сержант
- Бетані Вітмор[en] — Бланш Ґіффорд'
- Лі Кормі — Вілкінс, констебль
- Зої Бертрам — мати Міранди Рейд

## Епізоди
| № серії | Назва серії        | Режисер(и)        | Сценарист(и)      | Оригінальна дата показу |
| ------- | ------------------ | ----------------- | ----------------- | ----------------------- |
| 1       | «Епізод перший»    | Лариса Кондрацька | Беатрікс Крістіан | 6 травня 2018           |
| 2       | «Епізод другий»    | Лариса Кондрацька | Беатрікс Крістіан | 6 травня 2018           |
| 3       | «Епізод третій»    | Лариса Кондрацька | Беатрікс Крістіан | 6 травня 2018           |
| 4       | «Епізод четвертий» | Аманда Бротчі     | Аліса Еддісон     | 6 травня 2018           |
| 5       | «Епізод п'ятий»    | Майкл Раймер      | Аліса Еддісон     | 6 травня 2018           |
| 6       | «Епізод шостий»    | Майкл Раймер      | Беатрікс Крістіан | 6 травня 2018           |

## Виробництво
Фільмування телесеріалу розпочалось у лютому 2017 року в Мельбурні, у особняку вікторіанської епохи «Labassa». Деякі сцени були зфільмовані у передмістях Мельбурна Колфілді та Веррібі, містечку Ельстернвік, а також у «Парку Лістерфілд».